# Poole
Poole är en stad i distriktet Bournemouth, Christchurch and Poole i Storbritannien.   Den ligger i grevskapet Dorset i södra England, 160 km sydväst om huvudstaden London. Poole ligger 6 meter över havet och antalet invånare är 150 092. Poole ligger vid den naturliga hamnen Poole Harbour.
Terrängen runt Poole är platt. Havet är nära Poole åt sydost.  Närmaste större samhälle är Bournemouth, 7,4 km öster om Poole. 
Kustklimat råder i trakten. Årsmedeltemperaturen i trakten är 9 °C. Den varmaste månaden är juni, då medeltemperaturen är 16 °C, och den kallaste är mars, med 6 °C.